# Nika Melia
Pour les articles homonymes, voir Melia (homonymie).
Nikanor Melia, dit Nika Melia, né le 21 décembre 1979, est un homme politique géorgien qui est président du Mouvement national uni. Il est membre du Parlement de Géorgie de 2016 à 2019, avant de s'engager en tant que militant d'opposition.

## Biographie

### Jeunesse et études
Nikanor Melia naît le 21 décembre 1979 à Tbilissi. Il est titulaire d'une maîtrise en relations internationales de l'Oxford Brookes University.

### Débuts en politique
En juin 2019, il est libéré sous caution après avoir été accusé d'avoir organisé ou géré des violences de groupe ou d'y avoir participé, lors des manifestations géorgiennes du 20 au 21 juin à Tbilissi.
Il est le seul candidat de l'opposition à prendre la 1re place à l'un des tours des élections législatives géorgiennes de 2020, mais il boycotte le second tour.
En décembre 2020, après la démission de Grigol Vachadze, il est élu président du Mouvement national uni (United National Movement, UNM). Le 23 février 2021, les forces spéciales et la police prennent d'assaut le bureau du MNU et arrêtent Nika Melia. Il dénonce les accusations de violence et les considère comme politiques. Il reste en prison 3 mois avant d'être libéré dans le cadre d'un accord obtenu par l'Union européenne.
En octobre 2021, Kakha Kaladze se représente au poste de maire de Tbilissi. Il arrive en tête au premier tour avec 45 % des voix et l'emporte au second tour. Nika Melia dénonce un trucage des élections,.

### Fondation d'un nouveau parti d'opposition
En mars 2024, il fonde le parti Ahali (en) (ou Akhali), un parti libéral et pro-européen, scission de l'UNM. En vue des élections législatives d'octobre 2024, il forme la Coalition pour le changement (en) en s'alliant à d'autres partis, notamment Girchi - Plus de liberté, Droa! (en) et le Parti républicain. 

### Manifestations de 2024-2025
Après la défaite de l'opposition lors du scrutin, largement considéré comme frauduleux, et la mise en pause de la procédure d'adhésion de la Géorgie à l'Union européenne par le Premier ministre Irakli Kobakhidze, Nika Melia ainsi que de nombreux autres opposants politiques appellent à participer aux manifestations massives organisées dans le pays. Il est arrêté par la police de Géorgie lors d'une manifestation à l'entrée de Tbilissi, puis libéré sous caution durant la nuit. Il est accusé d'une « infraction administrative », selon son avocat, et affirme avoir été victime de coups de pied durant sa détention au commissariat. La haute représentante de l'Union pour les affaires étrangères Kaja Kallas condamne « la répression brutale de manifestants pacifiques, de journalistes et de politiciens ».
Il est à nouveau arrêté le 29 mai 2025. Son placement en détention provisoire a lieu à la veille d'une audience au tribunal, sans raison légale apparente selon ses avocats, alors que le délai pour payer la caution imposée par les autorités n'avait pas expiré.